# Симпсон, Джеймс (военачальник)
Сэр Джеймс Симпсон (англ. James Simpson; 1792—18 апреля 1868) — британский военачальник, полный генерал (8 сентября 1855). Командовал британскими войсками во время Крымской кампании: после смерти фельдмаршала лорда Реглана с июня по ноябрь 1855 года. Современники критиковали компетентность Симпсона в руководстве войсками во время Крымской войны.

## Биография
Учился в Эдинбургском университете. В 1811 году поступил на военную службу. В 1812—1813 годах участвовал в войнах с армией Наполеона в Испании. В конце 1820-начале 1840-х годов командовал 29-м пехотным полком, в 1826—1837 годах находился с полком на острове Маврикий. В 1845 году участвовал в завоевании Синда в качестве заместителя сэра Чарльза Нейпира.
В феврале 1855 года был назначен начальником штаба английской армии в Крыму. После смерти в июне 1855 года главнокомандующего барона Реглана назначен новым главнокомандующим. В ноябре того же года его заменил Уильям Кодрингтон.
Умер в деревне Хоррингер в графстве Суффолк, что на востоке Англии.
Был кавалером Большого креста ордена Почётного легиона.